# FC Rozova Dolina Kazanlak
El FC Rozova Dolina Kazanlak (en búlgaro: Футболен клуб Розова долина Казанлък) es un equipo de fútbol de Bulgaria que juega en la V AFG, tercera división de fútbol en el país.

## Historia
Fue fundado en el año 1948 en la ciudad de Kazanlak y su nombre significa Valle de Rosas, nombre anterior del valle ubicado en el centro de Bulgaria donde está ubicada la ciudad de Kazanlak.
En la temporada 1982/83 consigue el ascenso a la A PFG por primera vez en su historia, pero su estancia en la primera división fue de tan solo una temporada luego de terminar en el lugar 15 entre 16 equipos.
El setiembre de 2016 el club logró clasificar a la Copa de Bulgaria tras 15 años de ausencia.

## Jugadores

### Jugadores destacados
| - Todor Yanchev - Hristo Yanev - Anton Spasov - Ivo Ivanov | - Vladislav Yamukov - Yordan Filipov - Kancho Yordanov |